# Gromada Rzeczyce
Gromada Rzeczyce war eine Verwaltungseinheit in der Volksrepublik Polen zwischen 1954 und 1959. Verwaltet wurde die Gromada vom Gromadzka Rada Narodowa dessen Sitz sich in Rzeczyce befand und aus 12 Mitgliedern bestand.

Die Gromada Rzeczyce gehörte zum Powiat Gliwicki in der Woiwodschaft Katowice (damals Stalinogród). Sie wurde gebildet aus den bisherigen Gromadas Ligota Kradziejowska und Rzeczyce der aufgelösten Gmina Łabędy.
Zum 31. Dezember 1959 wurde die Gromada Rzeczyce aufgelöst und in die Gromada Brzezinka eingegliedert.